# Qri
Đây là một tên người Triều Tiên, họ là Lee.
Lee Ji-hyun (tiếng Hàn Quốc: 이지현; tiếng Nhật: イ・ジヒョン; tiếng Trung: 李智賢; Hán Việt: Lý Trí Hiền; sinh ngày 12 tháng 12 năm 1986), thường được biết đến với nghệ danh Qri (tiếng Hàn Quốc: 큐리; tiếng Nhật: キュリ; tiếng Trung: 居麗), là một nữ doanh nhân kiêm ca sĩ, diễn viên, người mẫu và nhạc công Bass guitar người Hàn Quốc. Cô là trưởng nhóm của nhóm nhạc nữ Hàn Quốc T-ara.

## Tiểu sử

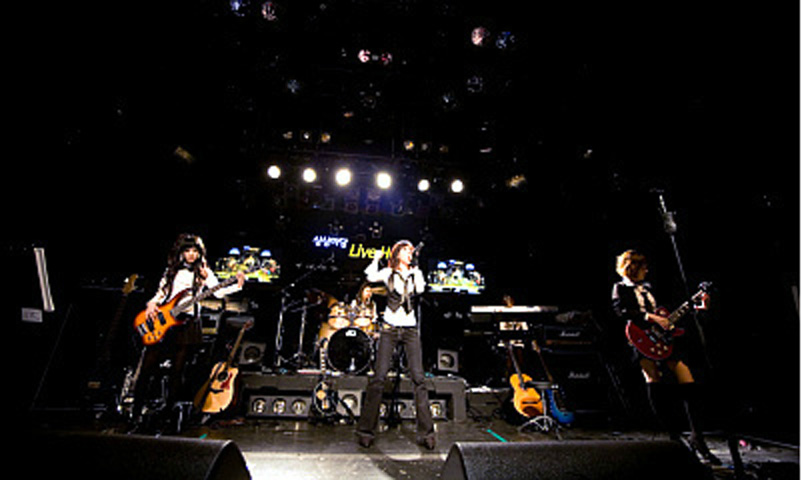
Qri (bên trái) khi còn chơi bass trong ban nhạc rock Six Color năm 2007.

Qri sinh ra tại thành phố Goyang, Hàn Quốc. Cô theo học Trung học Juyeob, Đại học Myungji, ngành Nghiên cứu Nghệ thuật và là bạn cùng lớp với thành viên Boram. Qri từng là người mẫu và là một nhạc công Bass guitar chuyên nghiệp của ban nhạc rock Six Color trước khi ra mắt chính thức với nhóm nhạc nữ T-ara.

## Sự nghiệp

### 2009ㅡnay: T-ara
Qri là thành viên thứ 3 được thêm vào sau khi hai cựu thành viên T-ara Jiae và Jiwon rời nhóm vào giữa năm 2009. T-ara là nhóm nhạc có nhiều vũ đạo sáng tạo, độc đáo và được biết đến qua các hit như "Bo Peep Bo Peep", "Roly Poly", "Cry Cry", "Lovey Dovey", "Day By Day", "Sexy Love", "Number 9", "Sugar Free", "Little Apple". T-ara được xem là nhóm nhạc nữ K-pop nổi tiếng nhất tại Trung Quốc. Qri được giới thiệu cho Giám đốc điều hành Core Contents Media, là công ty ban đầu của cô khi tham gia chương trình Taxi Show của kênh TvN's. Cô hiện đang đảm nhận vai trò trưởng nhóm và hình ảnh trong nhóm.
Ngày 24 tháng 11, T-ara ra mắt đội hình gồm bốn thành viên là Qri, Eunjung, Hyomin và Jiyeon để quảng bá ca khúc Hoa ngữ "Little Apple", một bản hit tiếng Trung của nhóm nhạc Chopstick Brothers. Bài hát mang lại cho khán giả những giây phút hấp dẫn, vui nhộn, khi các cô gái vui chơi ở câu lạc bộ đêm hay nhảy ở công viên nước và xuất hiện trong bộ quần áo màu vàng lấy cảm hứng từ diễn viên nổi tiếng Lý Tiểu Long. Video âm nhạc đánh dấu con đường Trung tiến đầy tiềm năng của nhóm, MV mới ra mắt được hai ngày đã thu hút được 8 triệu lượt xem trên trang Tudou của Trung Quốc. "Little Apple" đứng đầu 16 tuần trên các bảng xếp hạng và được chọn là bài hát nổi tiếng nhất Trung Quốc. Đây cũng là ca khúc đầu tiên Qri đảm nhận vai trò hát chính.
Tháng 6 năm 2016, Qri cùng Hyojung (Oh My Girl), Narae (Spica), Sohyun (4Minute), Han Hyeri (Produce 101) và Hur Youngji (Pre Kara) tham gia Idol Intern King.

### 2013ㅡnay: QBS
Tháng 3 năm 2013, Qri thể hiện ca khúc solo tiếng Nhật "Do We Do We " và "Soap Bubbles" (song ca cùng Boram) - hai phiên bản của "Bunny Style!". Tháng 6 năm 2013, Qri cùng Boram và So-yeon cho ra mắt nhóm nhỏ QBS với đĩa đơn đầu tay "Like The Wind". Tháng 7 năm 2013 tại Budokan Concert, T-ara thông báo rằng Qri là trưởng nhóm mới của nhóm.

### 2009ㅡnay: Diễn xuất
Tháng 9 năm 2009, Qri xuất hiện lần đầu diễn xuất của trên bộ phim truyền hình Thiện Đức nữ vương vai vợ của Kim Yoo-shin.
Sau đó, cô xuất hiện với vai trò khách mời cùng với các thành viên khác của T-ara trên bộ phim truyền hình Cao thủ học đường năm 2010 do Jiyeon thủ vai chính. và được đưa ra một vai trò dẫn đầu trên KBS's cập nhật Southern Trader Kim Chul Soo cho bộ phim truyền hình. Qri cũng đã xuất hiện với vai trò khách mời cùng thành viên Soyeon trên SBS của bộ phim truyền hình Giants khổng lồ.
Qri cùng với thành viên Eunjung tham gia đóng vai trong phim truyền hình King Geunchogo của KBS năm 2011, bắt đầu ở tập 47.
Năm 2015, Qri trở lại màn ảnh diễn xuất qua Sweet Temptation Episode 2: Black Holiday.

### 2018ㅡnay: Thiết kế thời trang
Năm 2018, Qri ra mắt bộ sưu tập tự thiết kế đầu tiên của mình là "Thương hiệu mũ dành cho người nổi tiếng" mang tên "Seb.Q". Bộ sưu tập gồm có mũ và áo hoodie màu. Qri cũng tham gia vào giai đoạn thiết kế và sản xuất sản phẩm. Dự án thành công với lượng sản phẩm được bán hết và liên tục được bổ sung kể từ năm 2018.

## Phim

### Phim truyền hình
| Năm  | Phim                                   | Vai trò            | Kênh |
| ---- | -------------------------------------- | ------------------ | ---- |
| 2009 | Thiện Đức nữ vương                     | Princess Young Mo  | MBC  |
| 2010 | Cao thủ học đường                      | Khách mời          | KBS2 |
| 2010 | Bubi Bubi                              | Qri                |      |
| 2010 | Southern Trader Kim Chul Soo's Updates | Lee Kyung          | KBS  |
| 2010 | Giants                                 | Khách mời          | SBS  |
| 2011 | King Geunchogo                         | Princess Bu Yeojin | KBS  |

### Phim điện ảnh
| Năm  | Phim                      | Vai trò   |
| ---- | ------------------------- | --------- |
| 2010 | Death Bell 2: Bloody Camp | Khách mời |
| 2011 | Gisaeng Ghost             | Khách mời |
| 2015 | Black Holiday             | Wed drama |

## Đĩa nhạc
| Năm  | Album                | Ca khúc                                    | Ghi chú                        |
| ---- | -------------------- | ------------------------------------------ | ------------------------------ |
| 2009 | Absolute First Album | "TTL Listen 2"                             | Cả T-ara và Supernova          |
| 2013 | "Bunny Style!"       | "Shabontama no Yukue" (シャボン玉のゆくえ) | Cùng Boram                     |
| 2013 | "Bunny Style!"       | "Do We Do We"                              | Hát đơn                        |
| 2013 |                      | "Like The Wind" (QBS)                      | Cùng Boram và Soyeon           |
| 2014 |                      | "Little Apple"                             | Cùng Eunjung, Hyomin và Jiyeon |
| 2017 | What's My Name?      | "Diamond"                                  | Hát đơn                        |
| 2021 |                      | "Suri Suri"                                | Bài hát solo đầu tay           |

## Chương trình tham gia
| Năm  | Show                                 | Kênh      |
| ---- | ------------------------------------ | --------- |
|      | Law Of Unchanging Love               | Onkive TV |
| 2009 | Radio Star                           | MBC       |
| 2009 | Mnet Scandal                         | Mnet      |
| 2009 | Star King                            | SBS       |
| 2010 | Taxi                                 | tvN       |
| 2010 | You Hee-yeol's Sketchbook            | KBS       |
| 2010 | Star Golden Bell                     | KBS       |
| 2010 | Star King                            | SBS       |
| 2010 | Dream Girl's                         | Mnet      |
| 2010 | Hello Baby                           | KBS       |
| 2010 | Bouquet                              | MBC       |
| 2011 | Star King                            | SBS       |
| 2011 | Win Win                              | KBS2      |
| 2011 | Challenge 1000 Song                  | KBS2      |
| 2011 | 1 vs. 100                            | KBS       |
| 2012 | Weekly Idol                          | MBC       |
| 2012 | Naughty Boys                         | JTBC      |
| 2013 | SimSimTaPa                           | MBC       |
| 2014 | Weekly Idol                          | MBC       |
| 2014 | Witch Hunt                           | JTBC      |
| 2014 | Star King                            | SBS       |
| 2015 | A Song For You 4                     | KBS2      |
| 2015 | Idol Star Athletic Championship 2015 | MBC       |
| 2015 | Idol Singing Contest                 | KBS       |
| 2016 | Idol Intern King                     | Oksusu    |
| 2016 | Siêu Trí Tuệ                         | JSTV      |
| 2017 | SBS The show tập 100                 | SBS       |

## Giải thưởng
| Năm  | Giải thưởng                | Hạng mục                               | Đề cử cho | Kết quả   |
| ---- | -------------------------- | -------------------------------------- | --------- | --------- |
| 2017 | Dr. Gloderm Best of Beauty | Nữ ca sĩ có làn da trắng               | Qri       | Đoạt giải |
| 2017 | LBMA Star Award            | Giải thưởng Ngôi sao làn sóng Hàn Quốc | Qri       | Đoạt giải |

## Màu tóc và kiểu tóc

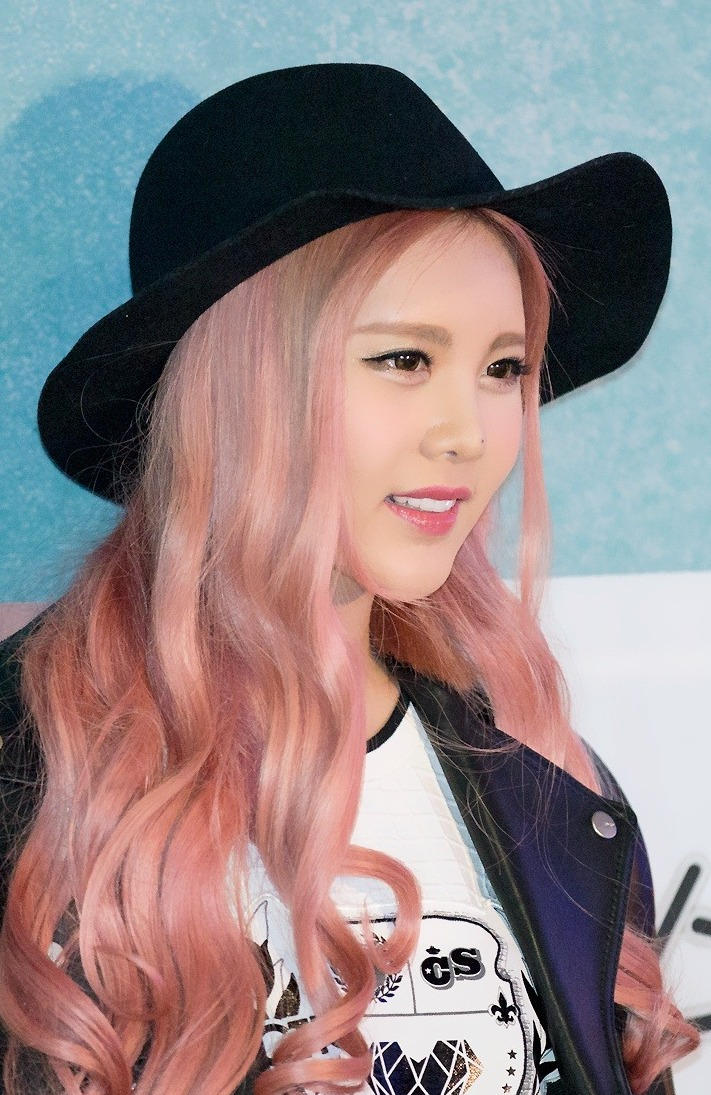
Qri trong kiểu ngôi giữa xoăn với màu tóc hồng.

Ở nhóm T-ara, Qri nổi tiếng là thành viên luôn thay đổi màu tóc nhiều nhất; ở mỗi sản phẩm âm nhạc của T-ara, Qri luôn làm mới mình bằng những màu tóc và kiểu tóc. Trong lần quảng bá đĩa đơn "Day by Day" năm 2012, Qri quảng bá với màu tóc xanh rêu. Năm 2013, cô cùng Boram và Soyeon ra mắt nhóm nhỏ QBS, khi đó Qri nhuộm tóc màu bạc. Đến lần ra mắt MV "No.9" năm 2013, thì Qri đổi mái tóc của mình thành kiểu ngôi giữa xoăn màu đỏ, sau đó lại nhuộm sang màu hồng đến khoảng giữa 2014. Hè năm 2015, cô làm mới với mái tóc xoăn sóng màu vàng. Đầu năm 2016, Qri và các thành viên T-ara sang Việt Nam với màu tóc bạch kim. Đến thời điểm hiện tại, Qri đã thay đổi kiểu tóc khoảng 50 lần và nhuộm hơn 20 màu tóc.

## Hình ảnh khác

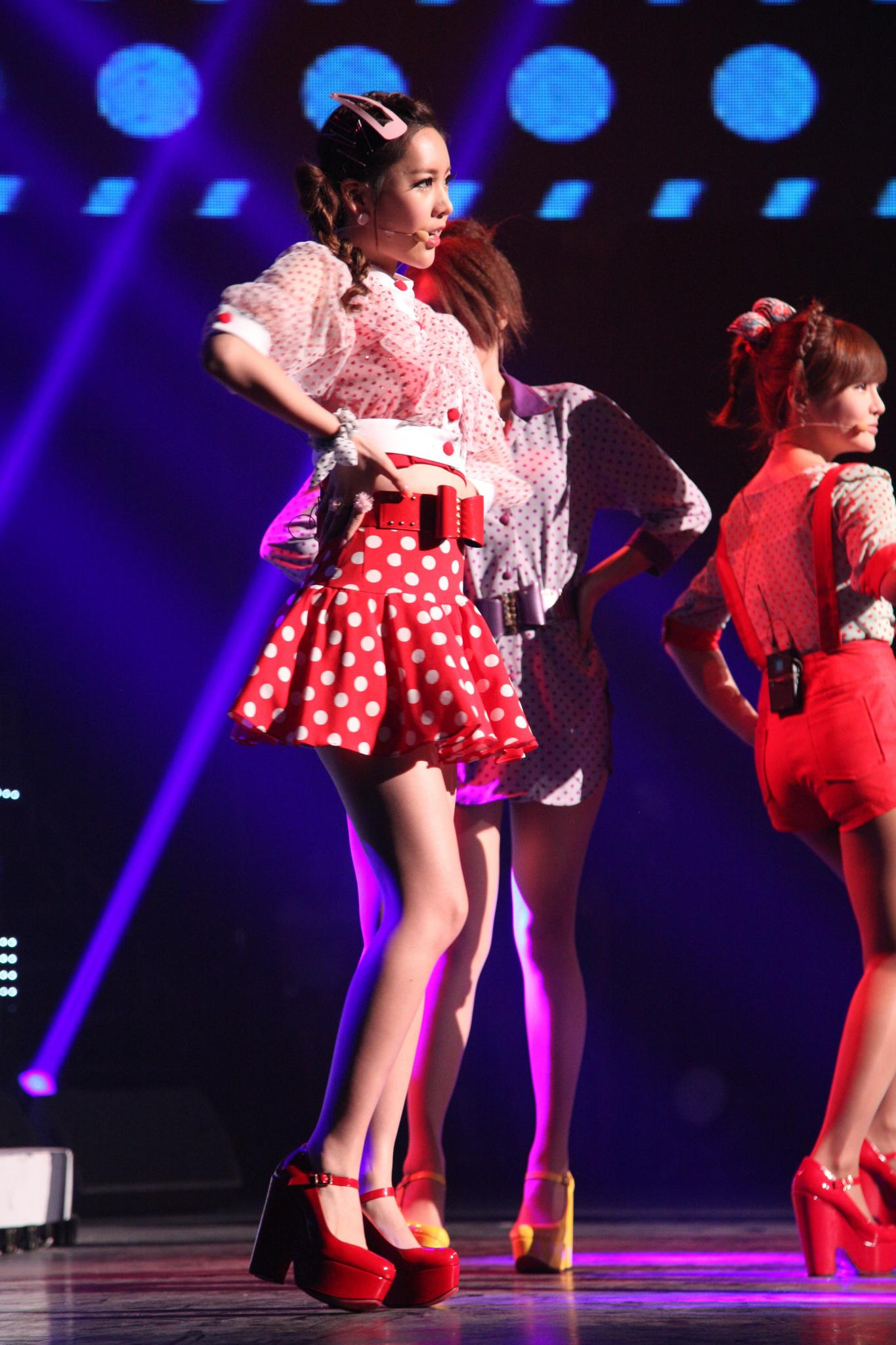
Qri tại Cyworld Dream Music Festival vào 2011.
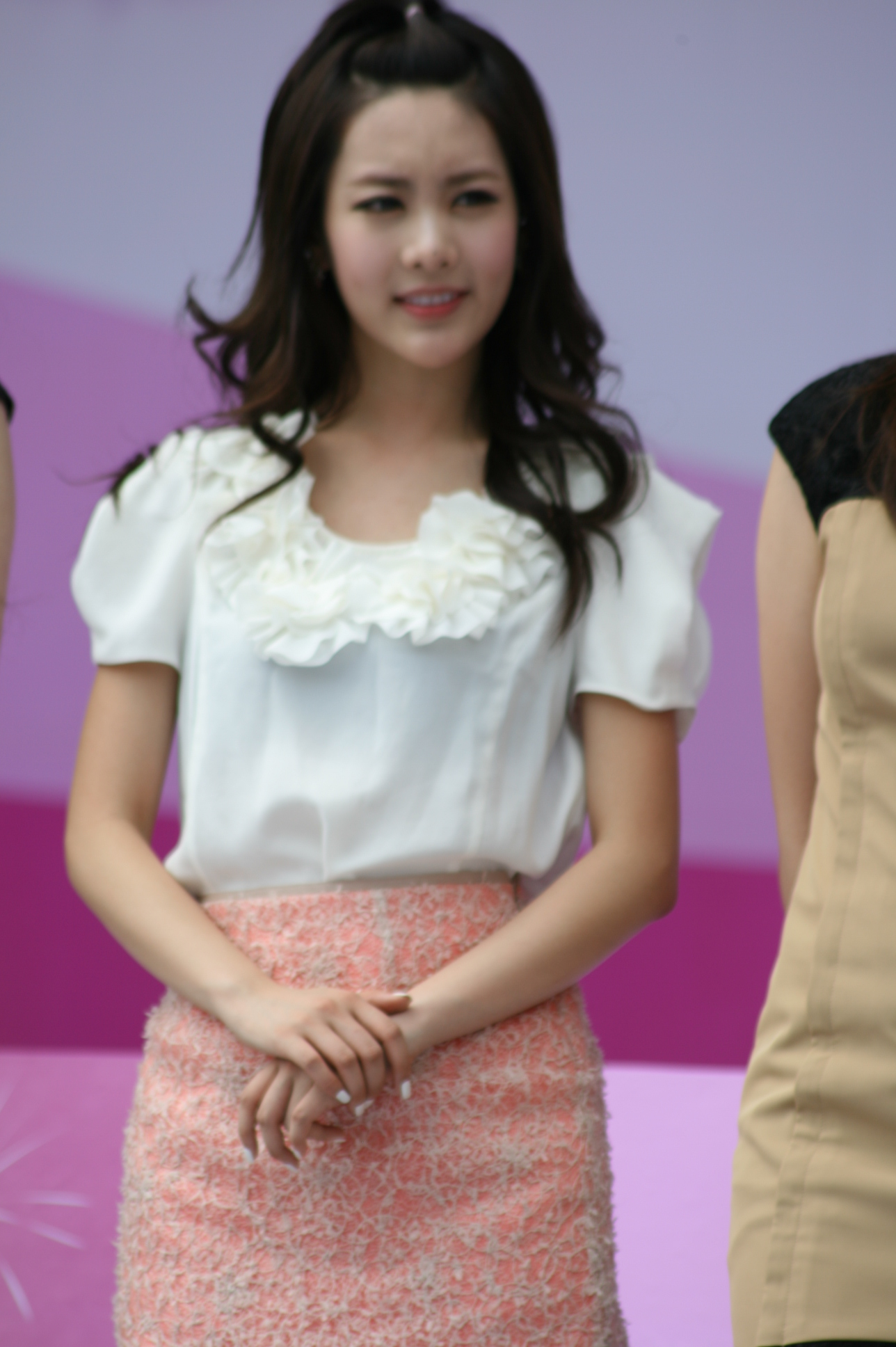
Qri vào 2011.
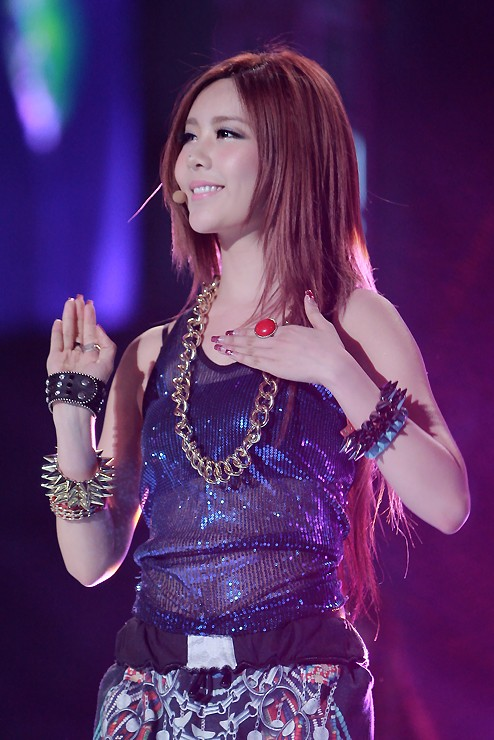
Qri tại K-Collection ở Seoul vào tháng 3 năm 2012.
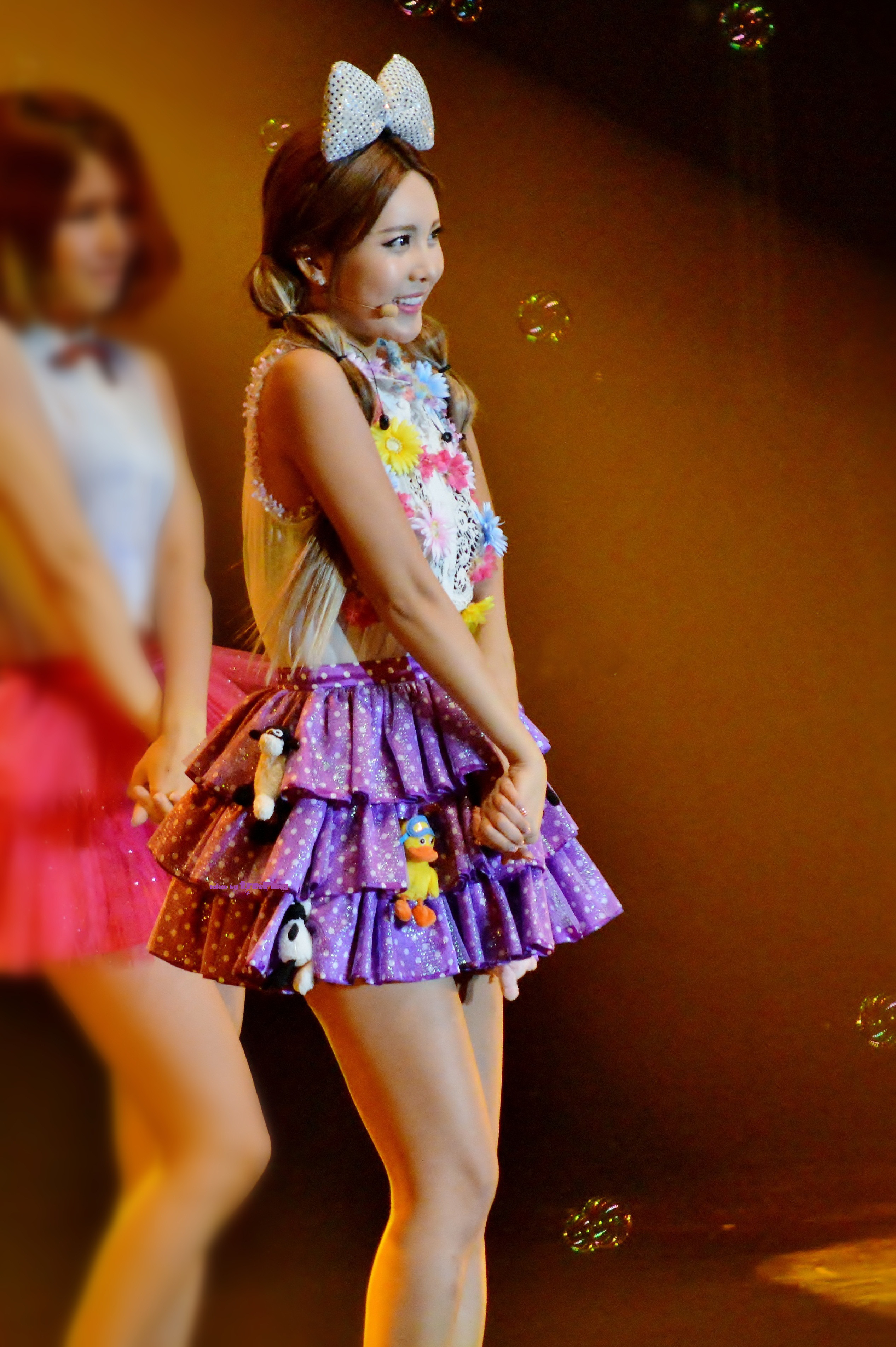
Qri tại buổi hòa nhạc ở Hồng Kông vào ngày 10 tháng 8 năm 2013.
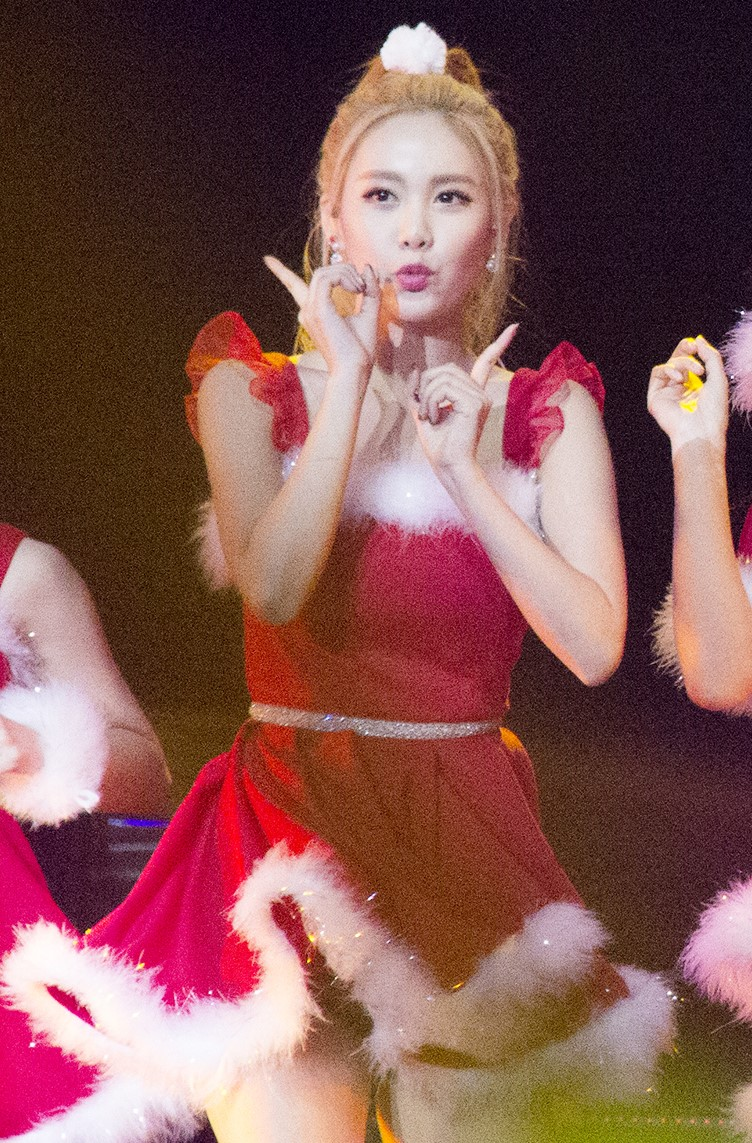
Qri tại buổi hòa nhạc ở Quảng Châu (Great China Tour) vào 19 tháng 12 năm 2015.
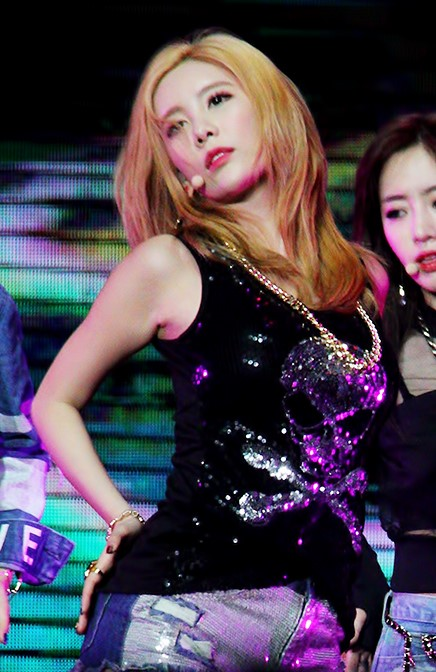
Qri tại buổi hòa nhạc ở Quảng Châu (Great China Tour) vào 19 tháng 12 năm 2015.
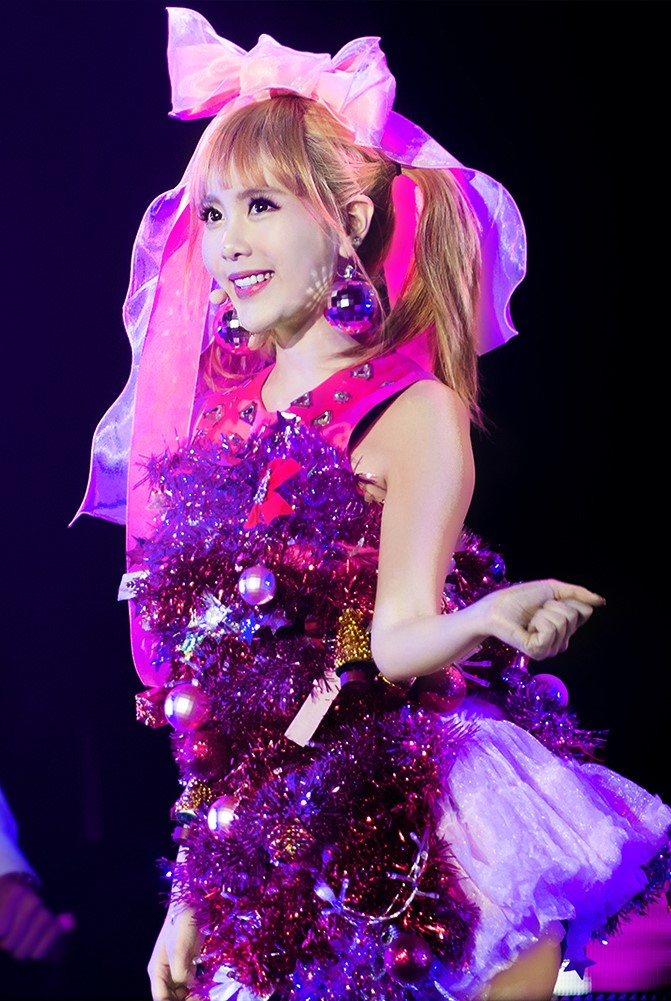
Qri tại buổi hòa nhạc ở Quảng Châu (Great China Tour) vào 19 tháng 12 năm 2015.